# Mount Shasta
Mount Shasta (karuk: Úytaahkoo, "Vita berget"), är en 4 322 meter hög stratovulkan. Det är det näst högsta berget i Kaskadbergen och det femte högsta i Kalifornien. Vulkanen är en del av Cascade Volcanic Arc och ligger i Siskiyou County. Mount Shasta beräknas ha en volym på 450 km³ vilket gör den till den stratovulkan i Kaskadbergen som har den största magmakammaren. Fysiskt saknar Mount Shasta kontakt med något närliggande berg. Detta gör att Mount Shasta reser sig tvärt efter flera kilometer av plan mark som omger vulkanen. Mount Shastas topp ligger cirka 3 000 meter över det omgivande området.